# Bernd Nothofer
Bernd Nothofer (ur. 18 grudnia 1941 w Krefeld, zm. 5 stycznia 2025) – niemiecki językoznawca. Specjalizował się w językach austronezyjskich i komparatystyce austronezyjskiej.
Położył zasługi na polu badań nad językami malajskimi i w zakresie dialektologii języków austronezyjskich . Zajmował się historycznym rozprzestrzenieniem języka malajskiego. Badał geografię dialektów sundajskich i jawajskich. Współautor niemieckiego podręcznika do języka indonezyjskiego.

## Życiorys
Początkowo studiował prawo na Uniwersytecie w Bonn, ale ze studiów zrezygnował. Zainteresował się geografią oraz językami i literaturami romańskimi. Po ukończeniu uczelni w Besançon we Francji (1966) pracował jako nauczyciel języka francuskiego w Millersville State College w Pensylwanii.
Swoją edukację kontynuował jako doktorant na Uniwersytecie Yale, gdzie poznał język indonezyjski. Doktoryzował się w 1973 roku na podstawie rozprawy pt. The reconstruction of Proto-Malayic-Javanic. W latach 70. XX w. prowadził badania dialektów w zachodniej części Jawy, gdzie nauczył się języków sundajskiego i jawajskiego. Habilitował się w 1977 roku na Uniwersytecie Kolońskim.
W 1981 roku został zatrudniony na Uniwersytecie Goethego we Frankfurcie nad Menem, gdzie piastował stanowisko profesora w Instytucie Studiów Azji Południowo-Wschodniej aż do przejścia na emeryturę w 2008 roku. W 2010 roku został powołany na stanowisko starszego profesora. W latach 1985–2000 przebywał jako profesor wizytujący na różnych uczelniach – na Uniwersytecie Indonezyjskim, Uniwersytecie Andalas, Uniwersytecie Brunei Darussalam, Uniwersytecie Gadjah Mada, Australijskim Uniwersytecie Narodowym, Uniwersytecie Hawajskim, Malezyjskim Uniwersytecie Narodowym i Uniwersytecie w Melbourne.

## Wybrana twórczość
- The reconstruction of Proto-Malayo-Javanic., [w:] Verhandelingen van het Koninklijk Instituut voor Taal-, Land- en Volkenkunde 73 (1975). Nijhoff, Haga.
- Dialektgeographische Untersuchungen in West-Java und im westlichen Zentraljava. 2 tomy. Harrassowitz, Wiesbaden 1980.
- Dialektatlas von Zentral-Java. Harrassowitz, Wiesbaden 1981. ISBN 3-44702-230-2
- (współautorstwo): Bahasa Indonesia. Indonesisch für Deutsche. Teil 1. Groos, Heidelberg 1985.
- (współautorstwo): Bahasa Indonesia. Indonesisch für Deutsche. Teil 2. Groos, Heidelberg 1987.
- (współred.). Die deutsche Malaiologie. Festschrift zu Ehren von Frau Professor Dr. Irene Hilgers-Hesse. Groos, Heidelberg 1988. ISBN 3-87276-608-2
- (współautorstwo): Bahasa Indonesia. Indonesisch für Deutsche. Teil 1. Zweite, vollständig überarbeitete Auflage. Groos, Heidelberg 1988. ISBN 3-87276-609-0
- (red.). Reconstruction, Classification, Description. Festschrift in Honor of Isidore Dyen. Abera, Hamburg 1997. ISBN 3-931567-04-4
- Dialek Melayu Bangka. Penerbit Universiti Kebangsaan Malaysia, Bangi 1997. ISBN 967-942-378-6
- Pengantar etimologi. Badan Pengembangan dan Pembinaan Bahasa Indonesia, Jakarta 2013. ISBN 978-979-069-145-2